# Carl Maria Splett

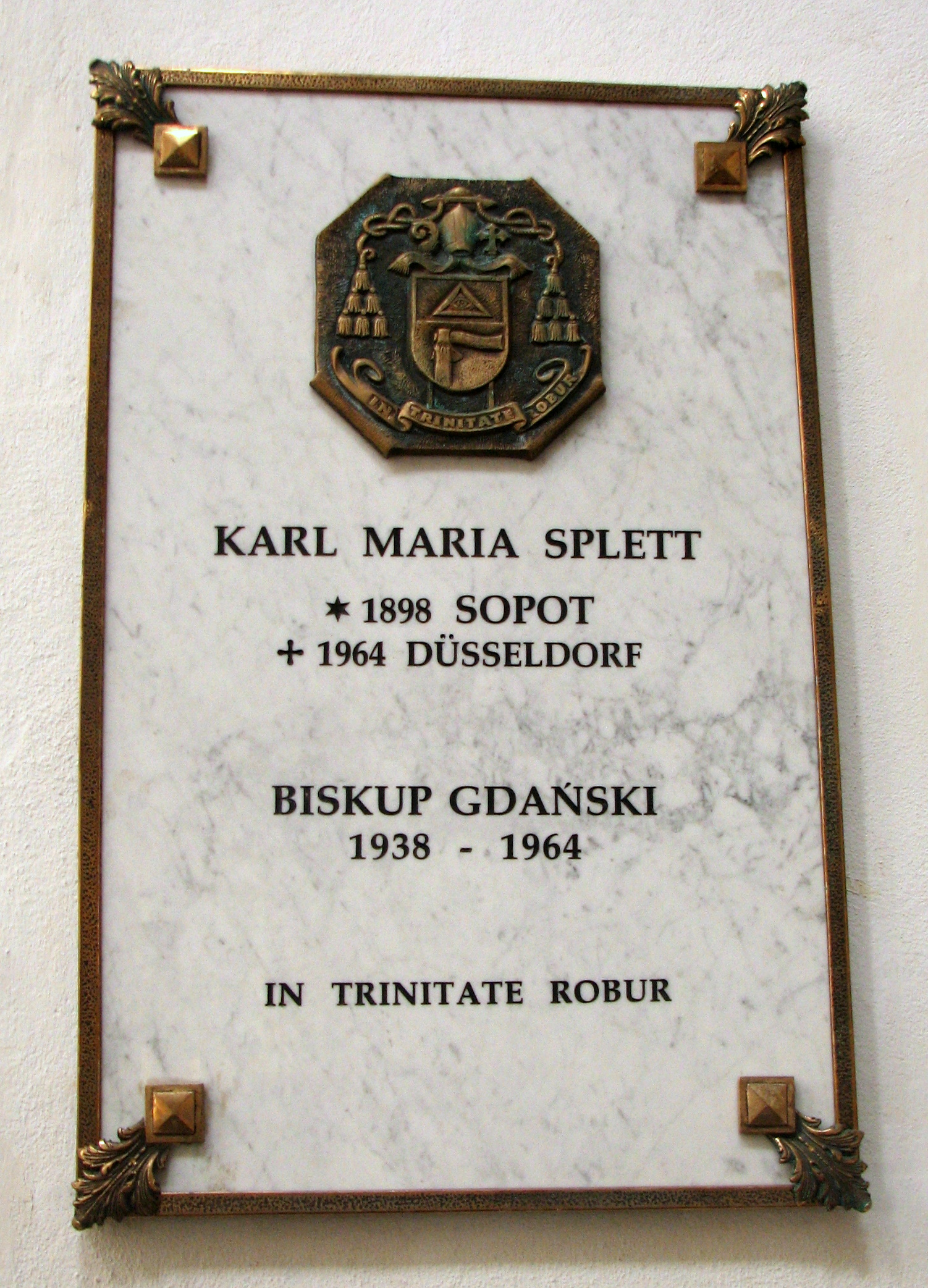
Erinnerungstafel in der Kathedrale von Oliva

Carl Maria Splett (* 17. Januar 1898 in Zoppot; † 5. März 1964 in Düsseldorf) war von 1938 bis 1964 Bischof von Danzig und von Dezember 1939 bis zum Kriegsende Administrator der Diözese Kulm. Sein Verhalten gegenüber der polnischen Bevölkerung wurde nach dem Zweiten Weltkrieg und bis in die Gegenwart hinein von Deutschen und Polen kontrovers diskutiert.

## Ausbildung und Werdegang
Sein Vater, Franz Splett, war Rektor einer katholischen Volksschule und Abgeordneter der Danziger Zentrumspartei. Von 1920 bis zu seinem Unfalltod 1926 bekleidete er das Amt des Vizepräsidenten des Volkstags der Freien Stadt Danzig.
Carl Maria Splett besuchte verschiedene kirchliche Gymnasien und legte 1917 sein Abitur ab. Nach der Schulzeit studierte er Theologie und Philosophie am Priesterseminar des Bistums Kulm in Pelplin. In den Semesterferien lernte er bei Aushilfstätigkeiten in verschiedenen Pfarreien polnisch. Im Anschluss an die Priesterweihe im Juli 1921 wurde er von Bischof Augustinus Rosentreter zu weiteren Studien nach Rom geschickt, wo er 1923 in kanonischem Recht promoviert wurde.
Nach einem Praktikum an der Rota kehrte er 1924 nach Danzig zurück, wo mittlerweile für den neu entstandenen Freistaat eine eigene Apostolische Administratur eingerichtet worden war. Splett arbeitete in verschiedenen Pfarreien als Vikar. Von Bischof Eduard O’Rourke wurde er bald mit Aufgaben in der Diözesanverwaltung betraut. Daneben betreute er seit 1935 die Dompfarrei in Danzig-Oliva als Pfarradministrator.
Splett war Mitglied der katholischen Studentenverbindungen KDStV Baltia (Danzig) zu Aachen (seit 1924), KDStV Burgundia (Leipzig) Düsseldorf und KDStV Hercynia Freiburg im CV. Er war ferner seit 1957 Ehrenmitglied des KStV Pruthenia-Danzig in Aachen im KV.

## Splett als Bischof
Nach dem Rücktritt des Bischofs O’Rourke 1938 wollte der Heilige Stuhl Franz Sawicki zum Bischof erheben. Dies scheiterte am Widerstand der nationalsozialistisch beherrschten Regierung des Freistaats. Der Warschauer Nuntius Filippo Cortesi wurde während der schwierigen Verhandlungen auf Splett aufmerksam und schlug ihn im Juni 1938 als künftigen Bischof von Danzig vor. Ein Jahr vor Ausbruch des Zweiten Weltkrieges wurde Splett am 24. August 1938 zum Bischof geweiht.
Der neue Bischof musste sich von Anfang an mit den Übergriffen der Nationalsozialisten auf die Rechte der Kirche auseinandersetzen, die vor allem die kirchlichen Schulen schließen sowie das katholische Vereinsleben und die außerkirchliche Seelsorge lahmlegen wollten. Besondere Schwierigkeiten gab es für die 10 Prozent der Katholiken umfassende polnische Minderheit. Durch die Verhaftung einiger Priester setzten die Nationalsozialisten den Bischof  unter Druck. Trotzdem versuchte er die Maßnahmen der politischen Machthaber nach Kräften zu neutralisieren.
Bis 1939 konnten daher in einzelnen Kirchen immer noch Gottesdienste mit polnischer Predigt und Volksgesang abgehalten werden. Die noch nicht abgeschlossene Organisation des Danziger Bistums baute er weiter auf und erklärte das Konsistorium zum Domkapitel.
Bei Kriegsausbruch verhaftete die Gestapo alle polnischen und einige deutsche Priester seines Bistums, wovon die meisten umgebracht wurden. Sämtliche polnischen Kirchen wurden geschlossen und die polnische Sprache verboten.
Im Nachbarbistum Kulm war die Seelsorge nahezu zusammengebrochen, nachdem etwa zwei Drittel des Diözesanklerus verhaftet worden und der Rest untergetaucht war. Die deutsche Besatzungsmacht hatte die Kirchen geschlossen und sämtlichen kirchlichen Besitz beschlagnahmt. Die Angehörigen des Kulmer Domkapitels waren alle ermordet worden, Splett selbst hatte fliehen können. Papst Pius XII. ernannte Splett daraufhin im Dezember 1939 provisorisch zum Apostolischen Administrator des Bistums.
Trotz Erpressungsmaßnahmen der Gestapo (Androhung der Ermordung einiger Danziger Priester) bemühte er sich nach Kräften, die Seelsorge im Bistum Kulm mit Priestern aus deutschen Diözesen halbwegs zu gewährleisten. Dies gelang ihm relativ gut, so dass Westpreußen während des Krieges in pastoraler Hinsicht – gemessen am übrigen besetzten Polen –  verhältnismäßig gut ausgestattet war. Das Morden der SS-Heimwehr Danzig, einer aus Danziger und westpreußischen Volksdeutschen gebildeten Truppe, hat Splett öffentlich verurteilt.
Auf Druck der deutschen Behörden musste Splett 1940 in einem Hirtenbrief die polnischsprachige Beichte verbieten. Die Nazis gestatteten ihm nicht einmal, darauf hinzuweisen, dass dies eine behördliche Forderung gewesen ist. Wegen dieser Maßnahme galt Splett nach dem Krieg vielen Polen als Handlanger der Nazis. Hinzu kam der hohe Blutzoll, den der polnische Klerus zu zahlen hatte. Zwar hatte Splett sich in Einzelfällen für vom Tode bedrohte Priester erfolgreich eingesetzt, insgesamt hatte er kaum Mittel, die Nazis aufzuhalten, welche die polnische Intelligenz und damit den Klerus planmäßig ermordeten, Vgl. Intelligenzaktion. Viele Polen haben die bescheidenen Möglichkeiten des Danziger Bischofs überschätzt und seine Hilflosigkeit als Polenfeindlichkeit ausgelegt.
Splett ist 1945 nicht aus Danzig geflohen und als die Stadt im März besetzt wurde, kam er für einige Wochen in sowjetische Haft. Freigelassen konnte er im Juni im völlig zerstörten Danzig mit der Neuordnung der Seelsorge beginnen, wobei er sowohl mit den verbliebenen deutschen als auch mit den neu gekommenen polnischen Priestern zusammenarbeitete. Ende August 1945 wurde er von der polnischen Miliz erneut verhaftet und gleichzeitig erklärte ihn der polnische Primas Kardinal August Hlond in Überschreitung seiner Kompetenzen zum 1. September für abgesetzt. (Dieses Recht hat nur der Papst.) Splett hat die Maßnahme Hlonds nicht akzeptiert.

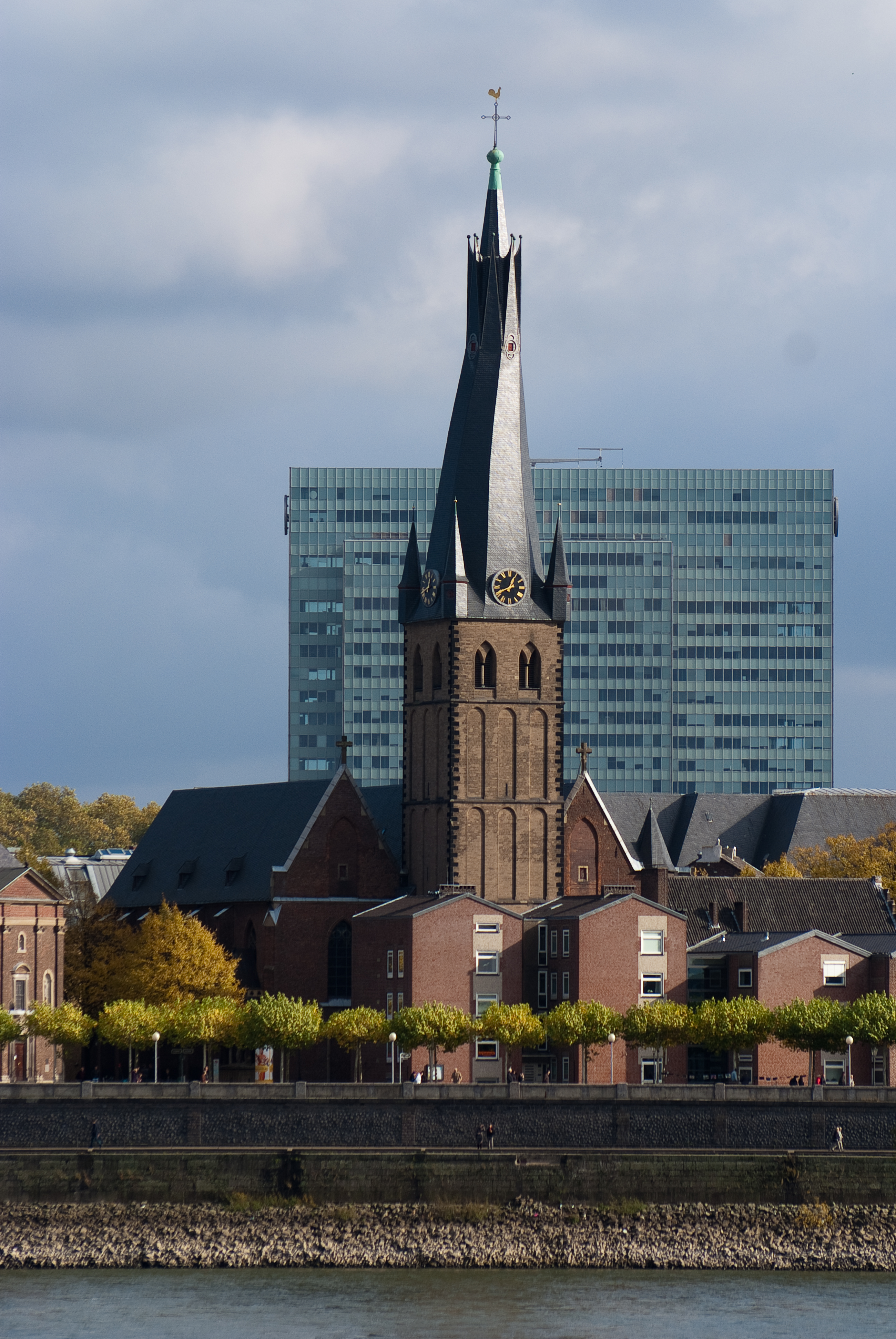
St. Lambertus, letzte Ruhestätte Carl Maria Spletts, Bischof von Danzig (1938–1964)

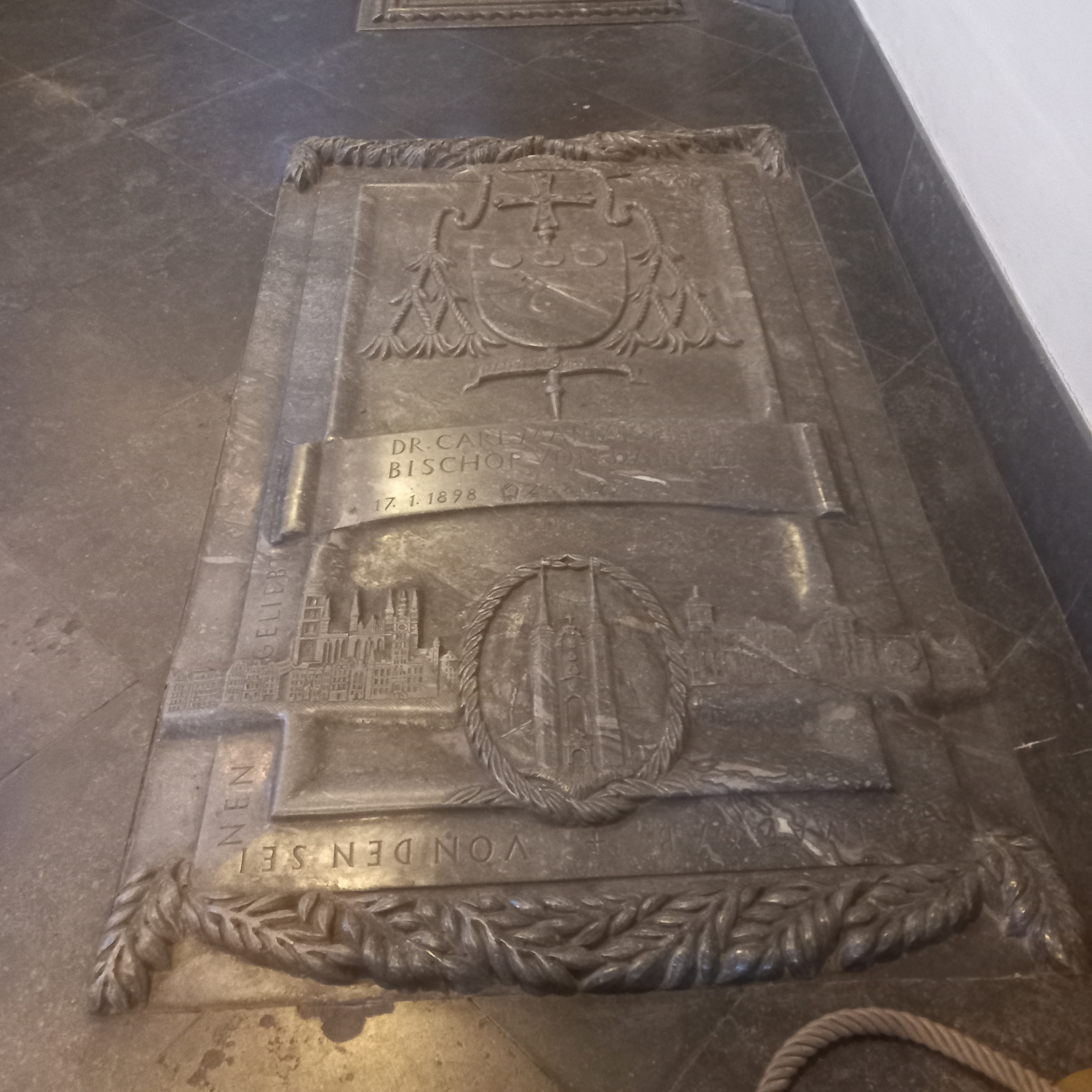
Das Grab von Carl Maria Splett in der Kirche St. Lambertus in Düsseldorf

## Haft und Exil
In einem von den polnischen Kommunisten initiierten Schauprozess wurde Splett Anfang 1946 wegen Schädigung und Germanisierung des polnischen Volkes zu einer achtjährigen Zuchthausstrafe verurteilt. Auf die Verbüßung der Strafe in Wronki bei Posen folgte die Internierung Spletts in einem Kloster, zuerst in Borek Stary bei Rzeszów, dann in Dukla in den Beskiden.
Nach der innenpolitischen Neuorientierung unter Polens Parteichef Władysław Gomułka wurde Splett auf Ersuchen von Kardinal Stefan Wyszyński Ende 1956 freigelassen und nach Deutschland abgeschoben. 1957 besuchte er Papst Pius XII. in Rom, der ihm den Danziger Bischofstitel ließ und Splett mit der Seelsorge an den vertriebenen Danziger Katholiken in der Bundesrepublik beauftragte. Splett setzte sich für die Versöhnung der beiden Nachbarn Polen und Deutschland ein. Während des Zweiten Vatikanischen Konzils traf er mehrfach mit polnischen Bischöfen zusammen. 1964 starb er überraschend in Düsseldorf.